# Вацлав Гірса
Вацлав Гірса (28 листопада 1875, Шепетівка — †23 червня 1954, Прага) — чеський лікар і дипломат, заступник міністра закордонних справ, посол Чехословаччини в Польщі, Латвії, Естонії, Фінляндії та Югославії.

## Життєпис
Народився 28 листопада 1875 року в місті Шепетівка, в родині чеських колоністів. Пройшов медичну підготовку в Празі. У 1911 році він працював директором хірургічної лікарні в Києві.
Під час Першої світової війни працював у чеській громаді на Росії, в той же час встановив контакт із Національною радою Чехословаччини в Парижі.
У 1918 році був у Чехословацькому легіоні в Сибіру. У 1919—1920 роках був дипломатичним представником Чехословаччини на Далекому Сході.
З 1921 по 1927 рік він займав посаду заступника міністра закордонних справ Чехословаччини, відповідальний за східну політику, в тому числі допомогу СРСР. Він сприяв створенню празького Інституту слов'янознавства. У 1927 році він був призначений послом Чехословаччини в Польщі, де він залишався до 1935 року. Протягом цього періоду він був також представником Чехословаччини у Фінляндії, з резиденцією у Варшаві (1934), а також у Латвії і Естонії. Збереглося його критичне ставлення до польської влади та її зовнішньої політики.
У 1935—1938 роках він служив як надзвичайний посланник і повноважний міністр у Югославії.
Під час Другої світової війни він брав активну участь у русі опору.
З 1948 року, після введення нового режиму в Чехословаччині, громадською діяльністю не займався.